# 穆斯林的无知
《穆斯林的无知》（英語：Innocence of Muslims），又譯《天真穆斯林》，曾名为《沙漠战士》或《本拉登的无知》，是2012年出品的一部关于伊斯兰教创始人穆罕默德其人其事的反伊斯兰教电影，由美国籍埃及科普特基督教导演萨姆·巴奇莱（Sam Bacile）制作并导演。该影片在预告片被翻译成阿拉伯文后，因为讽刺诋毁穆斯林而引起穆斯林世界对美国使领馆的多起示威，导致至少4名美国外交人员死亡，其中包括遇袭身亡的美国驻利比亚大使克里斯托弗·史蒂文斯，同樣的在美國內部，由於涉及歧視美國穆斯林族群與種族分化的高度爭議，隨著對言論自由和網路屏蔽的意見分歧，對美國社會也造成了很大的影響。

## 剧情
電影把穆罕默德醜化成到處睡女人的登徒子，還把一頭驢子稱做「第一位穆斯林」。
預告片長13分鐘，於2012年七月上傳到YouTube。影片中的開場是一位警官正在向幾位科普特人吹噓穆斯林的一夫多妻生活。接著場景轉換為穆斯林迫害科普特人的暴動，一大群穆斯林搶劫了一間診所，並殺害了一名基督徒，而一邊的警察們卻不為所動。
在下一幕中，診所的醫生和他的家人為了躲避反科普特人的襲擊，回到了他們的家中，醫生告訴他的妻子和女兒，“城裡的憤怒暴徒”是“伊斯蘭埃及警察”。他提到他們逮捕了1400名基督徒，並對他們施以酷刑。他的女兒問他們為什麼這樣做，她的父親回答說“保護伊斯蘭教的罪行”。醫生隨即拿起筆開始在白板上寫下“Man+X=BT”。“BT”被稱為“伊斯蘭恐怖分子”。他的女兒問“X”是什麼。他告訴她「她需要自己去發現」。
旋即影片切換到一個沙漠場景，背景相當粗糙，很明顯是透過綠幕後製的。故事圍繞著穆罕默德進行。在一幕中，穆罕默德的妻子赫蒂徹建議混合《托拉》和《新約聖經》的部分內容來創作《古蘭經》，穆罕默德更將驢子雅富爾稱作第一位穆斯林。穆罕默德被醜化為一名強姦犯、戀童癖者、同性戀者，他們的同夥也成了一支四處掠奪的野蠻隊伍。影片中的穆罕默德嗜血又好色，在一個場景，他命人用駱駝將一名反對他的老婦人五馬分屍；另一幕中，他切斷一位男子的腿和手臂，又殺死一名猶太人。整個預告片的最後一個畫面中說道：「每個非穆斯林都是異教徒，他們的土地和孩子是穆斯林的戰利品。」

## 制作
由美国房地产开发商人萨姆·巴奇莱（Sam Bacile）投資，他表示，2小時的影片共花了3個月拍攝，約有60名演員，而影片是政治電影，而不是宗教電影。
认识他的人表示，他出身埃及，他的本名为Nakoula Basseley Nakoula，是有前科的诈骗犯，曾诈骗79万美元。
反伊斯兰教活跃分子、美国基督教新教基要派领导人史蒂文·卡莱恩也参与制片。
新聞網站Gawker報導，這部電影導演就是以拍攝三級片聞名的艾藍．羅伯茲（Alan Roberts）早期作品包括《快樂妓女到好萊塢》（The Happy Hooker Goes Hollywood）、《查泰萊夫人之風華絕代》（Young Lady Chatterly）與《性愛專家》（The Sexpert）。

### 后期篡改争议
該片公告後不管在伊斯蘭世界或在美國本土都引發廣泛爭議，影片的演员和摄制人员在9月12日发表声明：“所谓《天真穆斯林》的电影预告片和我们所拍摄的内容完全不同，分明是后期动了手脚。”女演员加西亚说：“导演巴奇莱说电影名为《沙漠勇士》，讲述古埃及人的故事。”她还表示：“预告片中出现的叫‘先知穆罕默德’的人物，拍摄时的名字是乔治先生。”即当初电影剧本中并不存在伊斯兰先知穆罕默德的这个人物。劇組人員公開表示他們遭到欺詐利用，然而他們依然受到與論譴責和死亡威脅。
有影像专家们对预告片视频分析后指出：“演员们在说‘穆罕穆德’或‘伊斯兰’等词汇或特定台词时，演员的唇形和台词不一致，后期配音的痕迹明显。”卡莱恩表示：“拍摄初期，影片被命名为《本·拉登的无知》，影片最初拍摄的意图是给那些穆斯林极端主义者观看。”

## 评价

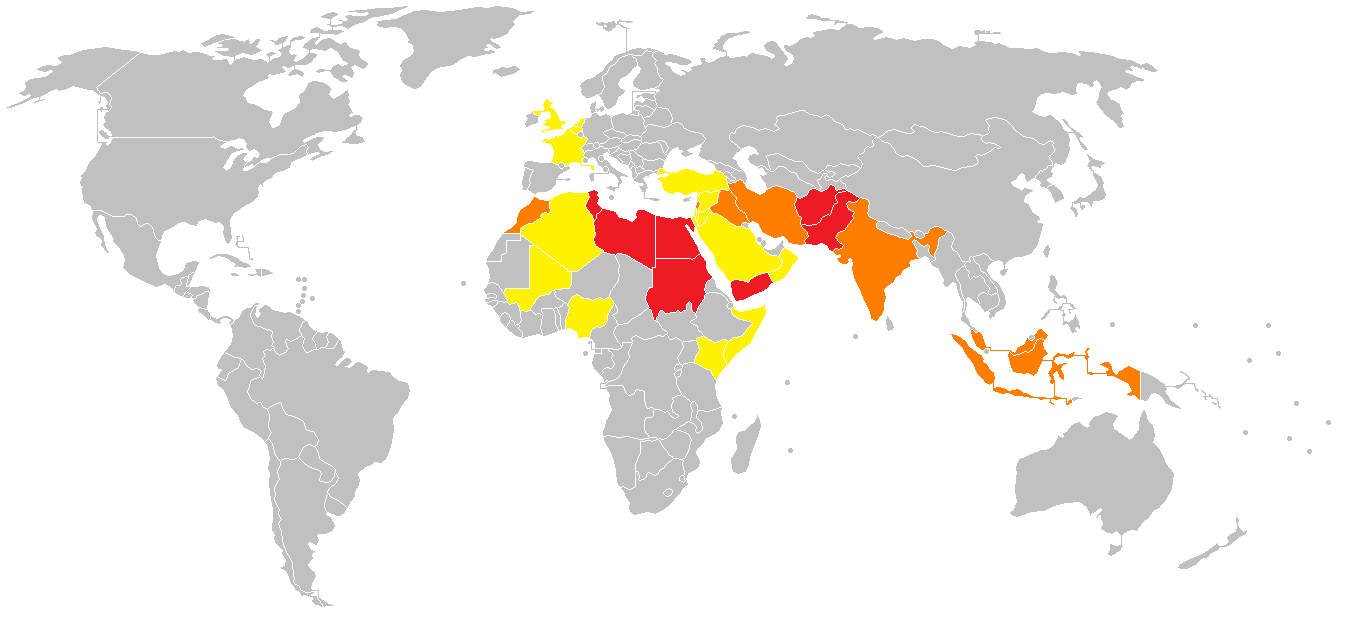
抗议图
暴力
大规模抗议
小规模抗议

《每日电讯报》报道称该片将穆罕默德塑造成了一个恋童的同性恋。

## 票房
2012年7月2日預告片被上傳到Youtube後，迄今已有超過100多萬人次观看。同年9月在YouTube上已有该片阿拉伯语版的片段。

YouTube於克里斯多夫·史蒂文斯被殺後的9月12日，聲明說：「這部在網絡上廣泛存在的視頻顯然符合我們的網上社區規則，因此將繼續在YouTube存在。」，「但考慮到利比亞和埃及極為困難的形勢，我們已臨時限制這兩個國家的用戶訪問。」美国政府则在9月14日表示，希望YouTube再次检查此影片是否违反使用条款。

## 反响
该部电影使穆斯林社群的反美情緒升高。令許多伊斯蘭教國家境內的歐美外交機構受到攻擊或包圍，还引发了多国的抗议活动，覆盖了许多位于中东、亚洲和非洲的伊斯兰国家以及英国、法国、荷兰和澳大利亚。
巴基斯坦政府也以该部电影为由封锁了YouTube等外国视频网站。
2012年9月，美國駐利比亞班加西領事館受到攻擊，美國駐利比亞大使約翰·史蒂文斯與三位外交人員一同被武裝分子射殺。據美媒援引一份美國國務院報告指出，美國駐黎巴嫩首都貝魯特大使館的外交官，以安全防範為由，燒毀了使館內的機密文件，隨後進行撤離。